# Битва при Маг Ита
Битва при Маг Ита (др. ирл. Cath Maige Itha) — сражение между Фоморами и племенем Партолона, первая битва в Ирландии согласно ирландской мифологии.

## Предыстория
После потопа с Каспия (по другой версии из Греции или с земель к западу от Ирландии) в Ирландию прибыл Партолон мак Сера со своей женой Делгнат. С ним прибыли его сыновья: Сланге мак Парталон, Лайглинне мак Партолон и Рудрайге мак Партолон со своими женами — Нербой, Кохбой и Кербнад. Согласно версии Джеффри Китинга, ещё за двести лет до Партолона в Ирландию прибыли Фоморы во главе королём Кихолом Грикенкосахом мак Голлом, внуком Гарба (или Киколом Грикенксхом) которые проживали в Ирландии, занимаясь охотой и рыболовством. Фоморы были чудовищны обликом и обладали огромной силой. У многих из них не хватало руки или ноги. Матерью Кихола была Лот, королева Фоморов, у неё были глаза на спине, огромные губы её свисали на грудь, а её мощь превосходила силу целого войска. Согласно «Анналам Четырёх Мастеров» Кихол вместе со своей матерью прибыл в Ирландию уже при Партолоне.
Через десять лет после прибытия Партолона, между ними состоялась битва, первая в истории Ирландии. Согласно «Анналам Четырёх Мастеров» битва состоялась в 2530 году от Сотворения мира (2760 г. до н. э.). По «Книге Захватов Ирландии» битва произошла в 2618 году от Сотворения мира, через десять лет после прибытия Партолона В «Истории Ирландии» Джеффри Китинга о битве упоминается, но дата не называется.

## Ход битвы
Кихол Грикенкосах собрал, согласно «Книге Захватов» триста Фоморов, по версии «Анналов Четырех Мастеров» их было восемьсот. Войска сошлись на равнине Маг Ита, которая была расчищена при Партолоне. Битва длилась семь дней. Самые ранние редакции «Книги Захватов Ирландии» и «Анналы Четырех Мастеров», говорят, что Партолон победил в этой битве, и все Фоморы были убиты вместе с их королём. Согласно более поздним версиям «Книги Захватов», в битве никто не был убит или ранен, так как велась она с помощью колдовства.

## Локализация битвы
Ирландский ученый Джон О'Донован в примечаниях к своему изданию и переводу «Анналов Четырех Мастеров» предполагает, что равнина Маг Ита располагалась вдоль реки Финн, в графстве Донегол. Другой исследователь — Стюарт Макалистер, добавляет к этому, что равнины с таким названием есть также в графстве Уиклоу, к югу от Арклоу.